# Derolathrus parvulus
Derolathrus parvulus är en skalbaggsart som först beskrevs av Rücker 1983.  Derolathrus parvulus ingår i släktet Derolathrus och familjen Jacobsoniidae. Inga underarter finns listade i Catalogue of Life.